# Helléan
Helléan (en bretó Helean) és un municipi francès, situat a la regió de Bretanya, al departament d'Ar Mor-Bihan. L'any 2006 tenia 303 habitants. Limita amb els municipis de Taupont, Guillac, La Croix-Helléan, la Grée-Saint-Laurent i Saint-Malo-des-Trois-Fontaines.

## Demografia
| 1962                                       | 1968 | 1975 | 1982 | 1990 | 1999 |  |
| ------------------------------------------ | ---- | ---- | ---- | ---- | ---- |  |
| 348                                        | 370  | 322  | 302  | 277  | 306  |  |
| Des de 1962: població sense dobles comptes |      |      |      |      |      |  |

## Administració
| Període | Identitat            | Partit |
| ------- | -------------------- | ------ |
| 2001-   | Maryvonne Guillemaud |        |